# Symfonie nr. 6 (Mozart)
Symfonie nr. 6 in F majeur, KV 43, is een symfonie van Wolfgang Amadeus Mozart. Hij schreef het stuk in 1767. 

Volgens de in 1937 gemaakte herziening van Alfred Einstein van de Köchelverzeichnis was Mozart de symfonie begonnen in Wenen en heeft hij ze vervolledigd in Olomouc in Tsjechië. De familie Mozart was naar daar gevlucht om de pokkenepdiemie die in Wenen heerste te ontlopen. 

De première was in Brno op 30 december 1767. De authentiek score wordt vandaag bewaard in een bibliotheek in Krakau.

## Orkestratie
De symfonie is geschreven voor:
- Twee fluiten.
- Twee hobo's.
- Twee hoorns.
- Fagot.
- Strijkers.
- Klavecimbel continuo.

## Opbouw
Symfonie nr.6 is Mozarts eerste symfonie in vier delen en in F majeur. Hij gebruikt ook voor de eerste keer het Minuet en trio, een voornaam kenmerk in veel van zijn latere symfonieën.
De symfonie bestaat uit vier delen:
1. Allegro, 4/4
2. Andante, 2/4
3. Menuetto en trio, 3/4
4. Allegro, 6/8

Het Andante gebruikt een thema van Mozarts vroegere opera Apollo et Hyacinthus, KV 38.